# Parque Nacional de Cabañeros
O Parque Nacional de Cabañeros é um parque nacional da Espanha. Está ligado à história de Toledo, cidade de que foi propriedade nos séculos XIII a XIX. Em 1982, devido à intenção de tornar o espaço como campo de tiro, Cabañeros começou a ser conhecida em toda a Espanha. Em 1988, Castela-Mancha declarou-a um parque natural , no dia 20 de novembro de 1995 tornou-se parque nacional.

## Valores culturais
O Parque Nacional de Cabañeros tem esse nome devido às cabanas feitas a base de lenha tradicionalmente utilizadas pelos pastores como abrigo temporário para o trabalho no campo ("cabaña"). Essas cabanas são tetos em forma de cone, com vegetação ao redor e foram utilizadas pelos habitantes dos montes de Toledo. Extração de carvão vegetal, pastagem, extração de cortiça e agricultura de subsistência eram as principais atividades desenvolvidas nesse ambiente.
Outra atividade tradicional é a extração do mel, que se modernizou e se especializou para os dias de hoje. O oficio de apicultor exige um alto conhecimento da vida das abelhas e suas necessidades. Ao final de setembro, o mel é extraído para sua posterior venda.

## Valores naturais
Com um clima mediterrânico, o parque tem cerca de mil tipos de plantas, dentre elas 98 tipos são árvores e arbustos. Por existir tantas variedades de plantas, a fauna deste parque é muito rica e o bosque do parque é misto. As lagoas são cobertas por vitórias-régias e musgo, e os lírios amarelos são predominantes, já que a água é profunda e tranquila. A vegetação mediterrânea abriga uma variedade de aproximadamente 21 espécies endêmicas de animais ameaçados de extinção, como a águia imperial ibérica. O lugar abriga mais de 200 espécies diferentes de aves e mamíferos, como a grande ave de rapina, urubus, abutres, veados e javalis selvagens.
O Parque Nacional contém alguma das melhores representações espanholas, tanto pela natureza como pela conservação. Cabañeros representa os ecossistemas ligados ao bosque mediterrâneo das montanhas.
Sua paisagem está formada por extensas ramas com ricos pastos que oferecem alimento a uma variedade imensa de animais. Cada tipo de bosque é formado por características concretas de temperatura, solo e umidade (que variam de acordo com a altitude).
Nas áreas onde o mato tem característica mais espessa, predominam animais como: lince ibérico, abutre-preto, ginetas, coelhos, cabras, gatos selvagens, doninhas, lobos ibéricos, corujas, papagaios e águia imperial ibérica. As áreas da floresta mais frescas e com sombra são os preferidos pelos veados, águia-real, gaviões, urubu, papagaio vermelho e preto.

## Valores turísticos
Existem quatro rotas diferentes para explorar os ecossistemas mais bonitos e desconhecidos em torno do Parque Nacional de Cabañeros. São rotas que precisam ser realizadas em veículo.
Primeira rota"Paisajes de Cabañeros"
Esta rota vai passar através das florestas de carvalho, nas montanhas mais altas dos montes de Toledo. Na zona final da rota, pode-se encontrar as madeiras de carvalho das montanhas do parque. Com este percurso, encontramos algumas das paisagens mais desconhecidas, como as pastagens. Partindo dos montes de Toledo, é necessário passar pelo interior do Parque Nacional em um passeio a pé pela margem do Rio Estena.
Segunda rota"El Guadiana"
É um caminho que corre ao longo da borda sul da Comunidade de Cabañeros, onde podemos encontrar povos que não possuem território nesse Parque, mas possuem recursos naturais desconhecidos e atrativos, como as paisagens aquáticas.
Terceira rota"La Raña"
Trata-se de uma paisagem de grandes planícies que recordam as savanas africanas pelo tipo de formação das árvores. Também podemos ver os cervos do monte pastando em zonas abertas.
Quarta rota"Alto Cabañeros"
Esta rota nos faz descobrir as paisagens mais desconhecidos  de Cabañeros, com rápidos cursos de água, como o rio Estena, muito próximo a seu nascedouro.